# Tymofiy Boïtchouk
Tymofiy Lvovytch Boïtchouk (em ucraniano:  Тимофій Львович Бойчук, também chamado de Tymko Boitchouk, 1896 - 1922) é um pintor monumentalista ucraniano.

## Obra
Além das pinturas monumentais, sabemos de Boïtchouk a sua criatividade no campo da ilustração de livros. Ele produziu ilustrações para Barwinok (1919, em colaboração com Ivan Padalka), para promover a percepção directa das crianças. Os desenhos usaram motivos ucranianos de pinturas folclóricas, esculturas e o estilo de gravuras contidas em livros antigos. As suas obras estão armazenadas no Museu Nacional de Arte da Ucrânia, em Kiev, e na Galeria Tretyakov, em Moscovo.
Os principais projectos realizados ou coordenados por Boïtchouk e sua escola — que incluiu o seu irmão Tymofiy Boïtchouk, Ivan Padalka, Vassyl Sedliar, Sofia Nalepinska, Mykola Kasperovytch, Oksana Pavlenko, Antonina Ivanova, Mykola Rokytsky, Kateryna Borodina, Oleksandr Myzine, Kyrylo Hvozko, Kraviyko Kraviyko, Kraviyko, Kraviyko, Kraviyko, Kraviyko, Kraviyko, Kraviyko, Kraviyko, Kraviyko Hvozdyk, Kraviyko Hvozko Kravyko Kravchenko, Oleksandr Myzine, Kyrylo Hvozdyk, Oleksandr Myzine Bizioukov, Maria Kotliarevska, Ivan Lypkivsky, Vira Boura-Matsapoura, Yaroslava Mouzyka, Oleksandr Rouban, Olena Sakhnovska, Manouïl Schechtianel e Maria Iaknovska Maria Iaktiani — são uma importante contribuição para a arte ucraniana. Tymofiy e Mykola Kasperovytch foram os seus alunos mais brilhantes, antes que o primeiro morresse prematuramente e o segundo finalmente se dedicasse à restauração de obras de arte.

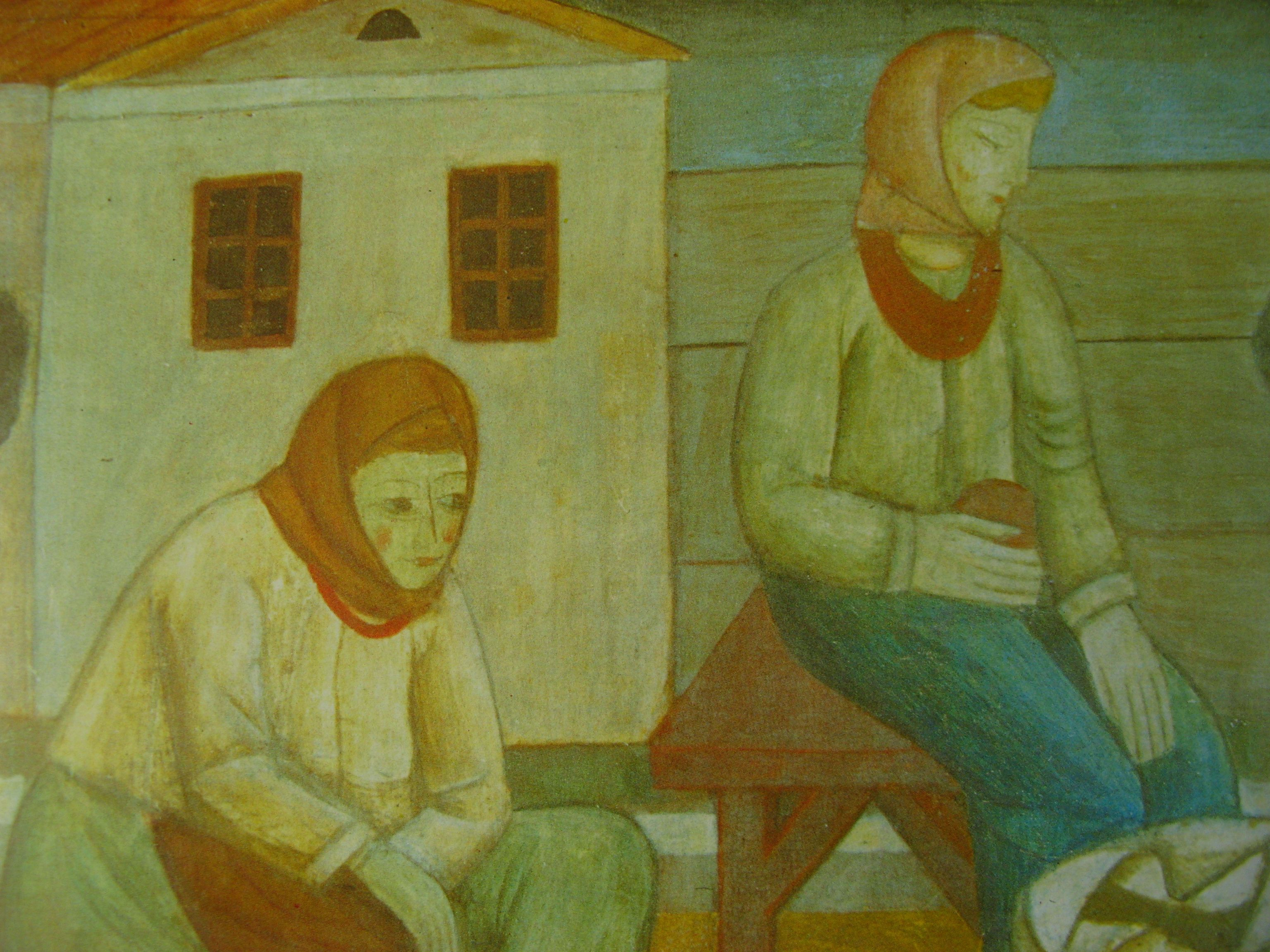
Troca de sementes, c. 1919-1920
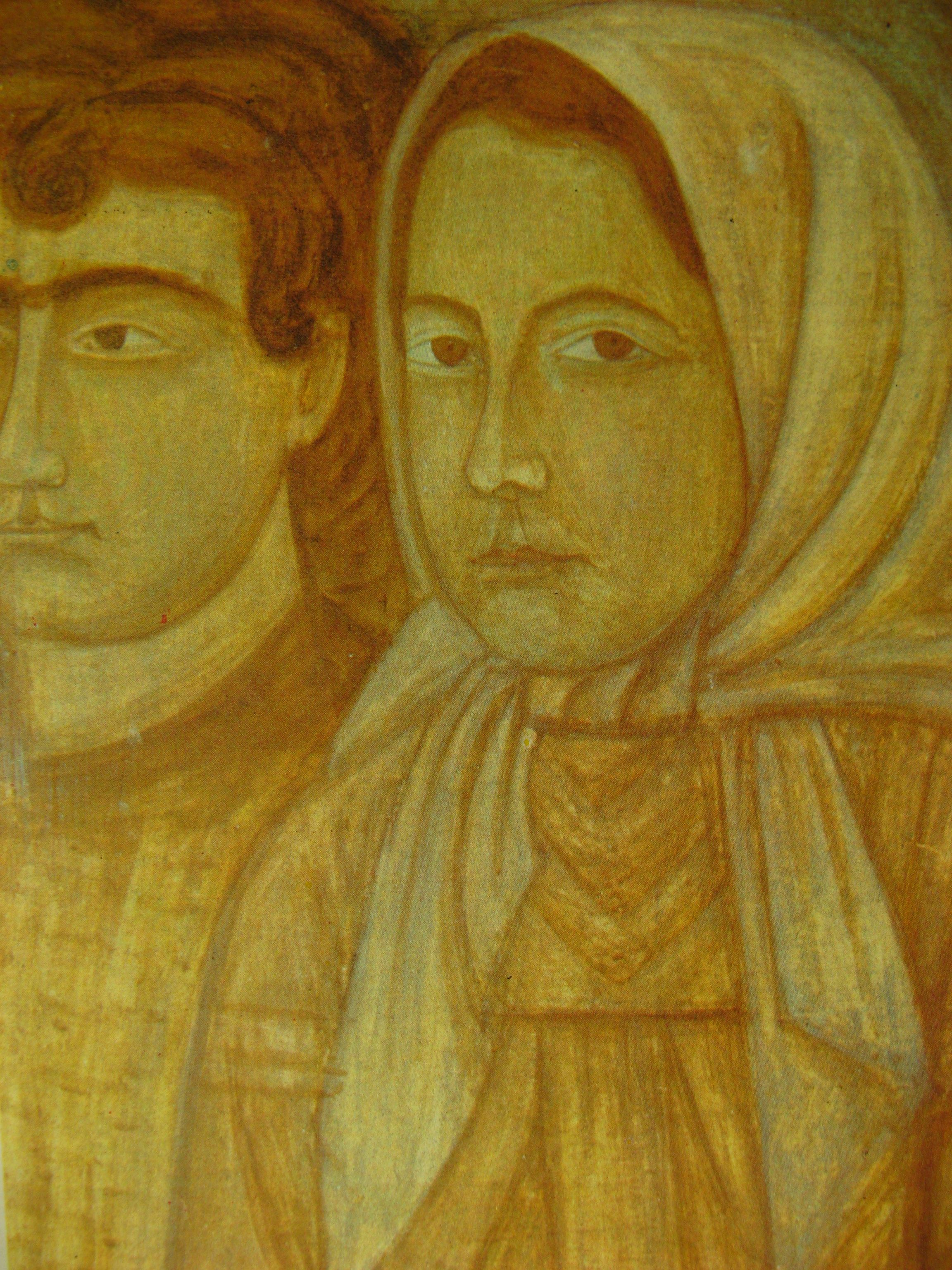
Menino e menina, c. 1918-1919
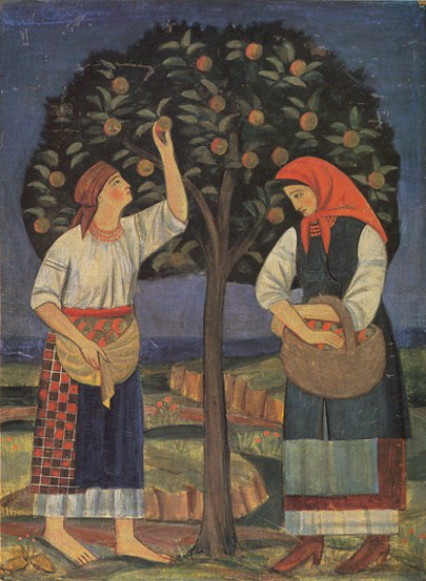
Senhora com a Macieira, 1921